# Uppsala läns norra domsagas valkrets
Uppsala läns norra domsagas valkrets var vid riksdagsvalen till andra kammaren 1866–1869 en egen valkrets med ett mandat. Valkretsen avskaffades inför 1872 års val, då den delades i Olands härads valkrets och Norunda och Örbyhus häraders valkrets.

## Riksdagsmän
- Lars Erik Westblad (1867–1869)
- Gustaf Tamm (1870–1872)